# Didymodon calyptratus
Didymodon calyptratus là một loài rêu trong họ Pottiaceae. Loài này được Taylor mô tả khoa học đầu tiên năm 1848.